# Eurocopter EC725

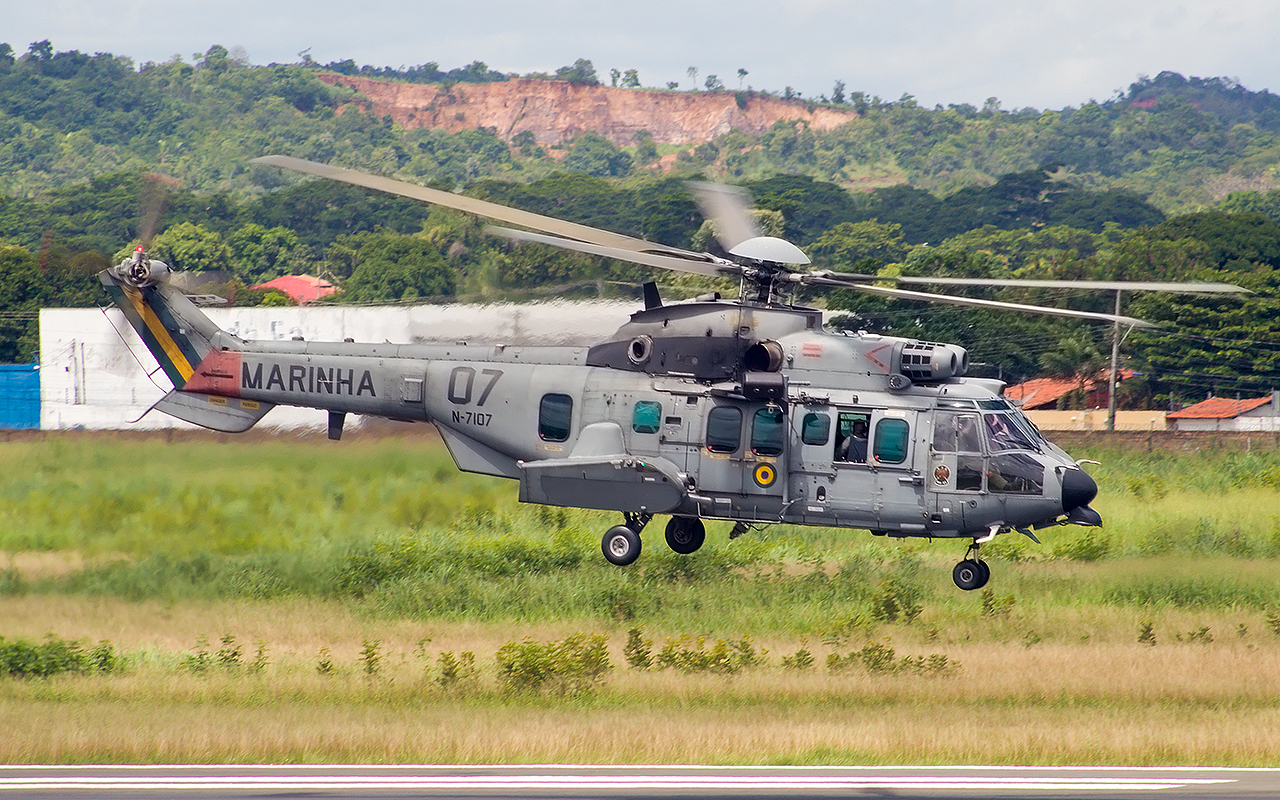
Um UH-15 Super Cougar da Aviação Naval Brasileira.

O Eurocopter EC 725 Caracal (também chamado de Super Cougar) é um helicóptero de transporte tático de longo alcance, desenvolvido a partir dos modelos da família Super Puma/Cougar, para fins militares. Com poderosos motores, ele pode carregar até 29 tropas sentadas, junto com uma tripulação de dois.

## Utilizadores
- Brasil
  - Força Aérea Brasileira - 12 (4 sob encomenda) [2]
  - Comando de Aviação do Exército Brasileiro - 16 [2]
  - Aviação Naval Brasileira - 12 (4 sob encomenda)[2]
- França
  - Força Aérea Francesa (9 sob encomenda) [2]
  - Aviação Leve do Exército Francês[2]
- Indonésia
  - Força Aérea da Indonésia (9 sob encomenda)[2]
- Malásia[2]
- Kuwait
  - Força Aérea do Kuwait (6 sob encomenda)[2]
- México
  - Força Aérea Mexicana (4 sob encomenda)[2]
  - Marinha Mexicana
- Tailândia
  - Força Aérea Real Tailandesa -  12[2]
- Singapura
  - Força Aérea de Singapura  (13 sob encomenda)[2]
- Emirados Árabes Unidos
  - Força Aérea dos Emirados Árabes Unidos (12 sob encomenda)[3]

### Potenciais operadores
Em 2013, o EC725 foi submetido à competição Naval Multi-Role Helicopter (NMRH) da Marinha Indiana, buscando 123 helicópteros para substituir sua velha frota Westland Sea King .  Em outubro de 2015, as autoridades indianas estavam discutindo para finalizar um acordo para 14 H225s para a Guarda Costeira Indiana. Relatos da mídia observam que a Airbus estava na liderança para ganhar o contrato, tendo feito uma oferta financeira menor do que a rival Sikorsky por seu S-92 . A proposta apresentada está em conformidade com uma cláusula de compensação de 30%, exigindo que a Airbus invista Rs. 6 bilhões de Rs. 20 bilhões de oferta no setor de fabricação de defesa e aeroespacial da Índia. 